# مقاطعة سانتا روزا (فلوريدا)
مقاطعة سانتا روزا، فلوريدا (بالإنجليزية: Santa Rosa County, Florida)‏ هي إحدى مقاطعات ولاية فلوريدا في الولايات المتحدة. ، بلغ عدد سكانها 158512 نسمة في عام 2010 حسب إحصاء مكتب تعداد الولايات المتحدة وتصل الكثافة السكانية فيها 57.46 نسمة/كم2.

## أعلام
- هانك لوكلين

## وصلات خارجية
- www.co.santa-rosa.fl.us